# (4518) Raikin
(4518) Raikin ist ein Asteroid des Hauptgürtels, der am 1. April 1976 vom russischen Astronomen Nikolai Stepanowitsch Tschernych am Krim-Observatorium in Nautschnyj (IAU-Code 095) entdeckt wurde.
Der Asteroid wurde nach dem sowjetischen Schauspieler, Pantomimen, Komödianten und Regisseur Arkadi Isaakowitsch Raikin (1911–1987) benannt.